# 华彦钧墓
31°34′48″N 120°15′57″E / 31.58013°N 120.26595°E
华彦钧墓，位于中华人民共和国江苏省无锡市梁溪区惠山街道惠泉山社居委锡惠公园内，为华彦钧（阿炳）的墓址、无锡市文物保护单位。

## 特点
1950年12月4日，华彦钧病逝，死后葬在无锡西郊璨山一和山房道教墓地。文化大革命期间其墓被平掉，原址建起了工厂。文革结束后，当地的书画家韩可圆在一家农户的猪圈里发现阿炳的墓碑，遂交给无锡市博物馆。1979年5月12日，无锡市文化局根据中共无锡市委宣传部决定，将其墓迁往锡惠公园。1983年，改葬至无锡锡惠公园内惠山东麓、二泉之南錫惠公園春申澗。墓前立华彦钧铜像，高1.9米，重1吨，由雕塑家钱绍武设计制作，围墙上立碑介绍。

## 相关
- 天下第二泉
- 二泉映月
- 春申涧坊
- 阿炳故居